# ميتشي باتشوايي
ميتشي باتشوايي تونغا (بالفرنسية: Michy Batshuayi Tunga)‏ وهو لاعب كُرة قدم بلجيكي في مركز الهجوم ولد في يوم 2 أكتوبر 1993 في مدينة بروكسل عاصمة بلجيكا،يلعب حالياً مع نادي فنربخشة في الدوري التركي الممتاز، كما سبق له اللعب مرسيليا وتشيلسي قبل العودة له مجددًا و بروسيا دورتموند وستاندارد لييج وآندرلخت ونادي بروكسل في بلجيكا ولعب مع منتخب بلجيكا تحت 21 سنة ويبلغ طوله 182 سم.

## روابط خارجية
- ميتشي باتشوايي على موقع الاتحاد الدولي (مؤرشف)  (الإنجليزية)
- ميتشي باتشوايي على موقع الاتحاد الأوربي (الإنجليزية)
- ميتشي باتشوايي على موقع الاتحاد البلجيكي (الإنجليزية)
- ميتشي باتشوايي على موقع اتحاد تركيا (لاعب) (الإنجليزية)
- ميتشي باتشوايي على موقع رابطة كرة القدم الفرنسية للمحترفين (الإنجليزية)
- ميتشي باتشوايي على موقع إي إس بي إن إف سي (الإنجليزية)
- ميتشي باتشوايي على موقع قاعدة بيانات كرة القدم.إي يو (الإنجليزية)
- ميتشي باتشوايي على موقع بيانات كرة القدم. دي إي (الألمانية)
- ميتشي باتشوايي على موقع ليكيب (الفرنسية)
- ميتشي باتشوايي على موقع ناشيونال فوتبول تيمز (الإنجليزية)